# منموته (اورگن)
منموته (به انگلیسی: Monmouth) شهری در شهرستان کلکمس ایالت اورگن است و در سرشماری سال ۲۰۱۱ میلادی، ۹٬۷۲۰ نفر جمعیت داشته که نسبت به سال ۲۰۱۰، ۱٫۹۵ درصد رشد جمعیت داشته‌است.

## موقعیت جغرافیایی
موقعیت جغرافیایی شهرها و مناطق اطراف به شرح زیر است: